# واردومب
واردومب (به مجاری:  Várdomb) یک منطقهٔ مسکونی در مجارستان است که در ناحیه سکسارد واقع شده‌است. واردومب ۹٫۶ کیلومتر مربع مساحت و ۱٬۱۷۷ نفر جمعیت دارد.